# Pasirmunjul
Pasirmunjul is een bestuurslaag in het regentschap Purwakarta van de provincie West-Java, Indonesië. Pasirmunjul telt 2967 inwoners (volkstelling 2010).